# لويزة محدودة
لويزة محدودة (الاسم العلمي: Aloysia lomaplatae) هو نوع نباتي يتبع جنس اللويزة من فصيلة اللويزية.